# Алтайська міська адміністрація
Алта́йська міська адміністрація (каз. Алтай қаласы әкімдігі, рос. Алтайская городская администрация) — адміністративна одиниця у складі Алтайського району Східноказахстанської області Казахстану. Адміністративний центр — місто Алтай.
Населення — 36727 осіб (2021; 39829 у 2009, 44370 у 1999, 53325 у 1989).
Станом на 1989 рік існували Зиряновська міська рада (місто Зиряновськ) у складі Усть-Каменогорської міської ради обласного підпорядкування та Березовська сільська рада (села Алтинсай, Березовське, Восточне, Ландман, Маяк, Підорльонок, Черьомушки). 2013 року Березовський сільський округ був ліквідований, а територія розділена між іншими округами (села Маяк та Підорльонок відійшли до складу Соловйовського сільського округу, село Ландман — до складу Малеєвського сільського округу, село Восточне — до складу Чапаєвського сільського округу) та Зиряновською міською адміністрацією (село Березовське). 28 грудня 2018 року адміністрація отримала сучасну назву.

## Склад
До складу округу входять такі населені пункти:
| Населений пункт   | Старі назви | Населення, осіб (1989) | Населення, осіб (1999) | Населення, осіб (2009) | Населення, осіб (2021) |
| ----------------- | ----------- | ---------------------- | ---------------------- | ---------------------- | ---------------------- |
| Алтай, місто      | -           | 52838                  | 43894                  | 39320                  | 36360                  |
| Березовське, село | -           | 487                    | 476                    | 509                    | 367                    |